# Kierkemjauratj
Kierkemjauratj är en sjö i Jokkmokks kommun i Lappland och ingår i Luleälvens huvudavrinningsområde. Sjön har en area på 0,072 kvadratkilometer och ligger 283,6 meter över havet.

## Delavrinningsområde
Kierkemjauratj ingår i det delavrinningsområde (738565-170286) som SMHI kallar för Utloppet av Letsimagasinet. Medelhöjden är 269 meter över havet och ytan är 110,58 kvadratkilometer. Räknas de 513 avrinningsområdena uppströms in blir den ackumulerade arean 9 570,81 kvadratkilometer. Lilla Luleälven (Tarraätno) som avvattnar avrinningsområdet har biflödesordning 2, vilket innebär att vattnet flödar genom totalt 2 vattendrag innan det når havet efter 149 kilometer. Avrinningsområdet består mestadels av skog (74 procent). Avrinningsområdet har 16,64 kvadratkilometer vattenytor vilket ger det en sjöprocent på 15 procent.